# 상아색

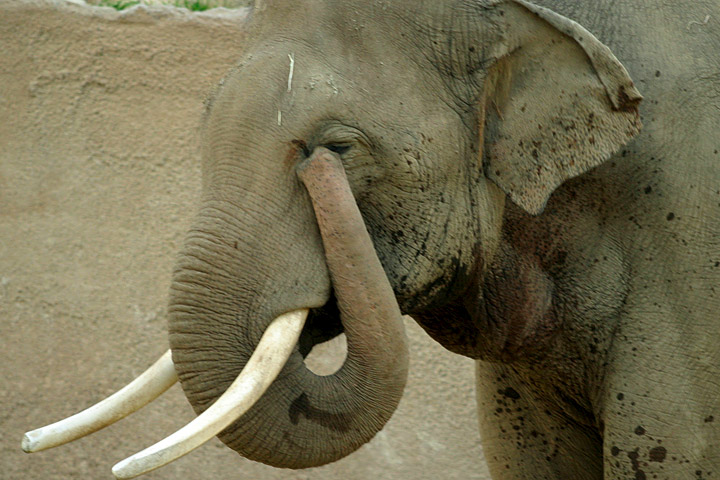

상아색(영어: ivory)은 색 중 하나이다.
그리스어인 elephas(코끼리)에서 유래한다. 섬유업계나 색채를 사용하는 공업계에서 폭넓게 사용되는 색명이다. 이 색명에서 변화한 것에 라이트 아이보리·올드 아이보리·아이보리 브라운·아이보리 크림·아이보리 화이트 등 많은 색이 있으며, 상아를 태워 만든 흑색안료를 아이보리 블랙이라고 한다. 또 상아로 만든 조각품을 말하기도 한다.

### 아이돌 공식색
- 티아라

## 같이 보기
- X11 색 이름